# Свистуха (деревня, Московская область)
 Свистуха — деревня в Дмитровском районе Московской области, в составе Сельского поселения Габовское. Население — 47 чел. (2010). До 2006 года Свистуха входила в состав Каменского сельского округа.

## Расположение
Деревня расположенав юго-западной части района, примерно в 18 км на юго-запад от Дмитрова, у истоков безымянного левого притока реки Каменка (правый приток Волгуши), высота центра над уровнем моря 202 м. Ближайшие населённые пункты — Левково на юго-востоке и Каменка на юго-западе. Через деревню проходит региональная автодорога Р-113 Рогачёвское шоссе.

## Население
| 2002 | 2006 | 2010 |
| ---- | ---- | ---- |
| 11   | →11  | ↗47  |